# Charlotte a du fun
Pour plus de détails, voir Fiche technique et Distribution.
Charlotte a du fun (Charlotte a 17 ans en Europe francophone) est une comédie dramatique québécoise réalisée par Sophie Lorain et sortie en 2018.

## Fiche technique
- Titre original : Charlotte a du fun
- Titre en Europe francophone : Charlotte a 17 ans
- Réalisation : Sophie Lorain
- Scénario : Catherine Léger
- Costumes : Odette Gadoury
- Photographie : Alexis Durand-Brault
- Montage : Louis-Philippe Rathé
- Musique : Dazmo
- Budget : 3 500 000 $ CA
- Sociétés de production : Amérique Film
- Société de distribution : Les Valseurs
- Pays d'origine :  Canada
- Langue originale : français québécois
- Format : couleur
- Genre : Comédie dramatique et teen movie
- Durée : 89 minutes
- Dates de sortie :
  -  Canada : 2 mars 2018
  -  États-Unis :
    - 21 avril 2018 (Tribeca)
    - 29 mars 2019 (en salles)

  -  France : 
    - 20 août 2018 (FFA 2018)
    - 12 juin 2019 (en salles)

## Distribution
- Marguerite Bouchard : Charlotte
- Romane Denis : Megane
- Rose Adam : Aube
- Alex Godbout : Guillaume
- Vassili Schneider : Olivier
- Anthony Therrien : Francis
- Claudia Bouvette : Noémie